# Суто, Сумирэ
Сумирэ Суто (яп. 須藤澄玲 Суто: Сумирэ, род. 12 ноября 1997, Иокогама) — японская фигуристка, выступавшая в парном катании. В паре с Франсисом Будро-Оде была двукратной чемпионкой Японии (2016, 2017) и победительницей командного чемпионата мира (2017).

## Биография
Суто начала заниматься фигурным катанием в 2006 году. В 2013—2014 годах выступала в парном разряде с Константином Чижиковым, с которым становилась чемпионкой Японии среди юниоров и участвовала в юниорском чемпионате мира. Весной 2015 года Суто поменяла партнёра, образовав спортивную пару с уроженцем Канады Франсисом Будро-Оде. На соревнованиях дуэт представлял сборную Японии. Они тренировались под руководством канадских специалистов Ришара Готье, который отвечал за вращения и выбросы, и Брюно Маркотта, специализировавшегося на подкрутках.
В первый совместный сезон 2015/16 они добились хороших для себя результатов. Пара заняла седьмое место на челленджере Золотой конёк Загреба и выиграла международный турнир Mentor Torun Cup. На победном национальном чемпионате Японии Суто и Будро-Оде показали стабильное катание, особенно хорошо они выполнили тодес и парное вращение. В ранге чемпионов страны дуэт отправился на чемпионат четырёх континентов, а чуть позже — мира. По причине травмированного колена Сумирэ, пара не могла показать своего лучшего катания, оба раза финишировав на последнем месте.
Сезон 2016/17 ознаменовался для фигуристов второй подряд победой на чемпионате Японии. Сумирэ и Франсис качественно выделялись среди четырёх, соревнующихся на японском чемпионате, пар. Они катались на более высокой скорости и показали большее количество элементов высокого уровня, чем остальные. Все их поддержки были красиво и уверенно выполнены. Благодаря чему, несмотря на одно падение Суто, пара почти на пятнадцать баллов опередила серебряных призёров Миу Судзаки и Рюити Кихару. Затем они стали победителями командного чемпионата мира.
В 2017 году на Nebelhorn Trophy Суто и Будро-Оде завоевали для сборной Японии статус первых запасных на олимпийский турнир в парном катании. В дальнейшем, из-за заявочной ошибки команды КНДР, японская сборная получила олимпийскую квоту. Но сами Суто и Будро-Оде не смогли выступить на Играх, вследствие отсутствия у Франсиса гражданства Японии. Поскольку для участия в Олимпиаде оба партнёра должны иметь одинаковое гражданство. В рамках же остальных международных турниров, включая чемпионат мира, гражданство той страны, от которой выступает пара, требуется лишь от одного из партнёров.

## Стиль катания
В годы совместных выступлений Сумирэ Суто и Франсиса Будро-Оде, их спортивная пара считалась одной из сильнейших в Японии. Катание пары характеризовалось плавностью и мягкостью. Они владели тройными элементами, включая подкрутки и выброс, которые выполнялись ими с лёгкостью, без усилий.
В сравнении с другими японским парами, Суто и Будро-Оде катались на довольно высокой скорости, владели большим количеством высококлассных элементов, самыми стабильными и красивыми из которых являлись поддержки. Постановки их программ отличалась трогательностью и довольно синхронным исполнением.

## Результаты
В паре с Франсисом Будро-Оде
| Соревнования       | 15/16         | 16/17         | 17/18         |
| Международные      | Международные | Международные | Международные |
| ------------------ | ------------- | ------------- | ------------- |
| Чемпионат мира     | 22            | 17            |               |
| Четыре континента  | 9             | 10            |               |
| Гран-при Японии    |               | 7             | 7             |
| Гран-при России    |               |               | 8             |
| Nebelhorn Trophy   |               |               | 11            |
| U.S. Intl. Classic |               | 4             | 8             |
| World Team Trophy  |               | 1             |               |
| Mentor Toruń Cup   | 1             | 1             |               |
| Золотой конёк      | 7             |               |               |
| Национальные       |               |               |               |
| Чемпионат Японии   | 1             | 1             |               |

В паре с Константином Чижиковым
| Соревнования                | 13/14                       | 14/15                       |
| Международные среди юниоров | Международные среди юниоров | Международные среди юниоров |
| --------------------------- | --------------------------- | --------------------------- |
| Чемпионат мира              | 12                          |                             |
| Гран-при Чехии              |                             | 7                           |
| Гран-при Германии           |                             | 9                           |
| Intl. Challenge Cup         | 4                           |                             |
| Национальные среди юниоров  |                             |                             |
| Чемпионат Японии            | 1                           |                             |